# Persicaria attenuata
Persicaria attenuata är en slideväxtart. Persicaria attenuata ingår i släktet pilörter, och familjen slideväxter.

## Underarter
Arten delas in i följande underarter:
- P. a. attenuata
- P. a. pulchra